# Díszérem 40 Évi Hű Szolgálatokért
A Díszérem 40 Évi Hű Szolgálatokért (németül: Ehrenmedaille für vierzigjährige treue Dienste) egy osztrák-magyar kitüntetés volt, amelyet 40 év szolgálati idő után adományoztak katonai és állami tisztviselőknek. Az elismerést I. Ferenc József uralkodásának 50. évfordulója alkalmából alapította.

## Története
Ferenc József 1898. augusztus 18-án alapította meg az uralkodása 50. évfordulója (1898. december 2.) emlékére szánt Jubileumi Emlékérmet. Ugyanezen alkalommal hívta életre a Díszérem 40 Évi Hű Szolgálatokért elnevezésű elismerést is. Az alapító okiratban az alábbi indoklás szerepelt:
 [...] rangra és nemre való tekintet nélkül, mindazoknak, kik egy és ugyanazon szolgálatban szakadatlanul különösen hosszú időn át híven és lelkiismeretesen teljesítették kiszabott kötelességüket, elismerésem maradandó jelét nyújtsam és ezzel másokat is a hű kötelességteljesítésben való kitartásra buzdítsak [...]
A fenti indoklásban szereplő kitétellel összhangban a kitüntetés alapszabályába is belekerült, hogy a Díszérem rangra, állásra és nemre való tekintet nélkül adományozható annak, aki a kiszabott feltételeknek megfelel.
 Az érem egy és ugyanazon nyilvános vagy magánszolgálatban megszakítás nélküli negyven évi, hű és kielégítő alkalmaztatásért adományoztatik.
Az elismerés kiadása nem automatikusan történt, elnyeréséhez a megfelelő igazolásokkal lehetett pályázni. Az elbírálást az állami szolgálatban állók esetén a saját felettes hatóságuk, egyébként az országos közigazgatási hatóság végezte.
A haderőn belül azokba az állománycsoportokba tartozók kaphatták meg ezt az elismerést, akik a szolgálati jelek adományozásából ki voltak zárva (orvosok, hadbírók, csapatszámvivők, katonai tisztviselők).

## A kitüntetés leírása
A kitüntetés egy 35 mm átmérőjű bronzérem. Előlapján Ferenc József jobbra néző mellképe látható, az uralkodót az Aranygyapjas rend öltözékében örökítette meg a vésnök. Az érem szegélyén tölgykoszorú fut körbe, ezen belül a következő, latin nyelvű felirat olvasható: FRANC IOS. I. D. G. IMP. AVST. REX BOH. ETC. ET REX AP. HVNG (I. Ferenc József, Ausztria császára, Csehország királya stb., és Magyarország apostoli királya). A hátlapot körben 12 levélcsokor díszíti, az érem középmezején sugaraktól övezett XXXX ANNORVM (40 év) felirat, körülötte pedig a SIGNVM LABORIS FIDELITER PERACTI (híven teljesített munka jele) szöveg olvasható. A haderő tagjai számára fekete szegélyes sárga szalagon, a polgári egyének számára egyszínű vörös szalagon adományozták.

## A kitüntetést elnyert személyek

A Díszérem 40 Évi Hű Szolgálatokért piktogramja a tiszti névkönyvekben

A lista nem teljes, azon nevezetesebb személyeket tartalmazza, akik megkapták az emlékérmet.
- Békeffy Jenő, Moson vármegye főjegyzője[5]
- Böhm Aurél, hadbiztos tábornok[6]
- Haller Károly jogász, Kolozsvár polgármestere[7]
- Hanskarl Sándor, hadbíró tábornok[8]
- Lipthay István, miniszteri tanácsos[9]
- Nyulassy Pál, törvényszéki irodaigazgató, a Somogy vármegyei honvédegylet elnöke[10]
- Pongrácz Vince báró, miniszteri tanácsos[11]
- Rodiczky Jenő, agronómus, egyetemi tanár[12]
- Veszprémy János, kúriai tanácselnök[13]